# 罗曼·科平
罗曼·瓦连季诺维奇·科平（羅馬化：Roman Valentinovich Copin；1974年3月5日—），出生于苏联科斯特罗马，俄罗斯政治人物，曾任楚科奇自治区副州长、州长，统一俄罗斯党最高委员会成员等职。

## 生平

### 早年
1974年，罗曼·科平出生于苏联科斯特罗马，毕业于科斯特罗马市第34中学。1994年，罗曼·科平担任下诺夫哥罗德州青年倡议中心（центра молодёжных инициатив）副主任，1995年起，他在科斯特罗马海关的法律部门工作，先是作为检查员，后来成为处理违反海关规则案件的执行小组组长。之后，他在科斯特罗马地区的资本储蓄银行银行分行工作。1996年，罗曼·科平毕业于伏尔加-维亚特卡公共管理学院。

### 政治生涯
1999年，罗曼·科平被任命为楚科奇自治区州长顾问，2001年当选为恰翁區区长，2003年当选比利比諾區的区长。2008年4月，罗曼·科平被任命为楚科奇自治区副州长，领导工业和农业政策部门，主要负责工业、能源、交通、通信、技术设备、建筑、城市规划、公共事业、国家技术监督、农业、兽医、贸易、食品和渔业和环境保护等事务。2008年，他毕业于俄罗斯联邦政府财政金融大学金融与信贷专业。
2008年7月3日，克里姆林宫批准了时任楚科奇自治区州长罗曼·阿布拉莫维奇的辞呈，并任命时任副州长的罗曼·科平代行州长一职，并成为俄罗斯联邦国务委员会主席团成员。2013年，科平在当年的州长选举中赢得多数票当选州长，并在2018年取得连任。2023年3月，科平向克里姆林宫递交辞呈获得批准，俄罗斯联邦政府委任原卢甘斯克人民共和国副总理弗拉季斯拉夫·库兹涅佐夫接替州长职务。

## 家庭
罗曼·科平已婚，育有一子一女。